# Catocala nigrata
Catocala nigrata är en fjärilsart som beskrevs av Barend J. Lempke 1966. Catocala nigrata ingår i släktet Catocala och familjen nattflyn. Inga underarter finns listade i Catalogue of Life.